# Ronde van Spanje 2009/Negentiende etappe
De negentiende etappe van de Ronde van Spanje 2009 werd verreden op 18 september 2009. Het was een bergetappe over 180 kilometer van Ávila naar La Granja. Onderweg moesten er 4 cols beklommen worden. De etappe werd gewonnen door de Spanjaard Juan José Cobo. Een kopgroep met onder anderen Johnny Hoogerland werd uiteindelijk ingehaald door de groep der favorieten waaruit Cobo in het slot wergreed. Robert Gesink moest passen op de slotklim en verloor vijf minuten.

## Uitslagen
| Uitslag etappe | Uitslag etappe       | Uitslag etappe     | Uitslag etappe        | Uitslag etappe |
| rang           | renner               | land               | ploeg                 | tijd           |
| -------------- | -------------------- | ------------------ | --------------------- | -------------- |
| 1              | Juan José Cobo       | Vlag van Spanje    | Fuji-Servetto         | 4:37.35        |
| 2              | Alejandro Valverde   | Vlag van Spanje    | Caisse d'Epargne      | + 02"          |
| 3              | Cadel Evans          | Vlag van Australië | Silence-Lotto         | z.t.           |
| 4              | Samuel Sanchez       | Vlag van Spanje    | Euskaltel-Euskadi     | z.t.           |
| 5              | Daniel Moreno        | Vlag van Spanje    | Caisse d'Epargne      | z.t.           |
| 6              | Ezequiel Mosquera    | Vlag van Spanje    | Xacobeo-Galicia       | z.t.           |
| 7              | Paolo Tiralongo      | Vlag van Italië    | Lampre                | z.t.           |
| 8              | Ivan Basso           | Vlag van Italië    | Liquigas              | z.t.           |
| 9              | Manuel Vázquez Hueso | Vlag van Spanje    | Contentpolis-Ampo     | + 1' 34"       |
| 10             | Rémy di Gregorio     | Vlag van Frankrijk | La Française des Jeux | z.t.           |

| Algemeen klassement | Algemeen klassement | Algemeen klassement | Algemeen klassement | Algemeen klassement |
| rang                | renner              | land                | ploeg               | tijd                |
| ------------------- | ------------------- | ------------------- | ------------------- | ------------------- |
|                     | Alejandro Valverde  | Vlag van Spanje     | Caisse d'Epargne    | 83u 34' 03"         |
| 2                   | Samuel Sanchez      | Vlag van Spanje     | Euskaltel-Euskadi   | + 1' 26"            |
| 3                   | Ivan Basso          | Vlag van Italië     | Liquigas            | + 1' 45"            |
| 4                   | Cadel Evans         | Vlag van Australië  | Silence-Lotto       | + 1' 59"            |
| 5                   | Ezequiel Mosquera   | Vlag van Spanje     | Xacobeo-Galicia     | + 2' 11"            |
| 6                   | Robert Gesink       | Vlag van Nederland  | Rabobank            | + 5' 30"            |
| 7                   | Paolo Tiralongo     | Vlag van Italië     | Lampre              | + 6' 49"            |
| 8                   | Joaquim Rodríguez   | Vlag van Spanje     | Caisse d'Epargne    | + 7' 12"            |
| 9                   | Philip Deignan      | Vlag van Ierland    | Cervélo             | + 9' 37"            |
| 10                  | Juan José Cobo      | Vlag van Spanje     | Fuji-Servetto       | + 10' 40"           |

## Nevenklassementen
| Puntenklassement | Puntenklassement   | Puntenklassement   | Puntenklassement | Puntenklassement |
| rang             | renner             | land               | ploeg            | punten           |
| ---------------- | ------------------ | ------------------ | ---------------- | ---------------- |
|                  | André Greipel      | Vlag van Duitsland | Team Columbia    | 123              |
| 2                | Alejandro Valverde | Vlag van Spanje    | Caisse d'Epargne | 102              |
| 3                | Cadel Evans        | Vlag van Australië | Silence-Lotto    | 83               |

| Bergklassement | Bergklassement     | Bergklassement     | Bergklassement    | Bergklassement |
| rang           | renner             | land               | ploeg             | punten         |
| -------------- | ------------------ | ------------------ | ----------------- | -------------- |
|                | David Moncoutié    | Vlag van Frankrijk | Cofidis           | 186            |
| 2              | David De La Fuente | Vlag van Spanje    | Fuji-Servetto     | 99             |
| 3              | Julián Sánchez     | Vlag van Spanje    | Contentpolis-Ampo | 73             |

| Combinatieklassement | Combinatieklassement | Combinatieklassement | Combinatieklassement | Combinatieklassement |
| rang                 | renner               | land                 | ploeg                | punten               |
| -------------------- | -------------------- | -------------------- | -------------------- | -------------------- |
|                      | Alejandro Valverde   | Vlag van Spanje      | Caisse d'Epargne     | 7                    |
| 2                    | Ezequiel Mosquera    | Vlag van Spanje      | Xacobeo-Galicia      | 16                   |
| 3                    | Samuel Sanchez       | Vlag van Spanje      | Euskaltel-Euskadi    | 17                   |

| Ploegenklassement | Ploegenklassement | Ploegenklassement   | Ploegenklassement | Ploegenklassement |
| rang              | ploeg             | land                | tijd              |                   |
| ----------------- | ----------------- | ------------------- | ----------------- | ----------------- |
|                   | Xacobeo-Galicia   | Vlag van Spanje     | 250u 30' 58"      |                   |
| 2                 | Caisse d'Epargne  | Vlag van Spanje     | + 23' 13"         |                   |
| 3                 | Astana            | Vlag van Kazachstan | + 27' 25"         |                   |

## Opgaves
- Sergio Domínguez (Contentpolis-Ampo)
- Matteo Tosatto (Quick Step)

1e etappe ·
2e etappe ·
3e etappe ·
4e etappe ·
5e etappe ·
6e etappe ·
7e etappe ·
8e etappe ·
9e etappe ·
10e etappe ·
11e etappe ·
12e etappe ·
13e etappe ·
14e etappe ·
15e etappe ·
16e etappe ·
17e etappe ·
18e etappe ·
19e etappe ·
20e etappe ·
21e etappe
Startlijst · Eindstanden · Afbeeldingen
 winnaars · rode trui · 
 puntenklassement · 
 bergklassement · 
 combinatieklassement · 
 jongerenklassement · 
 ploegenklassement · 
 strijdlust

 Belgische leiderstruidragers · etappewinnaars

 Nederlandse leiderstruidragers · etappewinnaars
1935 · 1936 · 1937 · 1938 · 1939 · 1940 · 1941 · 1942 · 1943 · 1944 · 1945 · 1946 · 1947 · 1948 · 1949 · 1950 · 1951 · 1952 · 1953 · 1954 · 1955 · 1956 · 1957 · 1958 · 1959 · 1960 · 1961 · 1962 · 1963 · 1964 · 1965 · 1966 · 1967 · 1968 · 1969 · 1970 · 1971 · 1972 · 1973 · 1974 · 1975 · 1976 · 1977 · 1978 · 1979 · 1980 · 1981 · 1982 · 1983 · 1984 · 1985 · 1986 · 1987 · 1988 · 1989 · 1990 · 1991 · 1992 · 1993 · 1994 · 1995 · 1996 · 1997 · 1998 · 1999 · 2000 · 2001 · 2002 · 2003 · 2004 · 2005 · 2006 · 2007 · 2008 · 2009 · 2010 · 2011 · 2012 · 2013 · 2014 · 2015 · 2016 · 2017 · 2018 · 2019 · 2020 · 2021 · 2022 · 2023 · 2024 · 2025